# Podkraj pri Zagorju
Podkraj pri Zagorju – wieś w Słowenii, w gminie Zagorje ob Savi. W 2018 roku liczyła 50 mieszkańców.